# Haploeax burgeoni
Haploeax burgeoni là một loài bọ cánh cứng trong họ Cerambycidae.